# Vlag van Delft

vlag van de gemeente Delft

De vlag van Delft is op 30 mei 1996 vastgesteld als de gemeentelijke vlag van de Zuid-Hollandse gemeente Delft. Voor de vlag officieel werd vastgesteld werd deze eeuwen geleden al gebruikt, bijvoorbeeld op de Delftse schepen van de VOC. De vlag bestaat uit drie horizontale banen van gelijke hoogte in de kleuren wit-zwart-wit. Het wapenschild van het gemeentewapen heeft een zelfde tekening, maar dan verticaal. De zwarte streep in het wapen stelt de Oude Delft voor.
De officiële vaststelling van de vlag gebeurde ter gelegenheid van de viering van "750 jaar stadsrechten". Voor 1996 was de vlag reeds lang in gebruik zonder te zijn vastgesteld.

## Verwante afbeeldingen

Wapen van Delft

Alblasserdam
· Albrandswaard
· Alphen aan den Rijn
· Barendrecht
· Bodegraven-Reeuwijk
· Capelle aan den IJssel
· Delft
· Den Haag
· Dordrecht
· Goeree-Overflakkee
· Gorinchem
· Gouda
· Hardinxveld-Giessendam
· Hendrik-Ido-Ambacht
· Hillegom
· Hoeksche Waard
· Kaag en Braassem
· Katwijk
· Krimpen aan den IJssel
· Krimpenerwaard
· Lansingerland
· Leiden
· Leiderdorp
· Leidschendam-Voorburg
· Lisse
· Maassluis
· Midden-Delfland
· Molenlanden
· Nieuwkoop
· Nissewaard
· Noordwijk
· Oegstgeest
· Papendrecht
· Pijnacker-Nootdorp
· Ridderkerk
· Rijswijk
· Rotterdam
· Schiedam
· Sliedrecht
· Teylingen
· Vlaardingen
· Voorne aan Zee
· Voorschoten
· Waddinxveen
· Wassenaar
· Westland
· Zoetermeer
· Zoeterwoude
· Zuidplas
· Zwijndrecht